# Pilaria dorsalis
Pilaria dorsalis är en tvåvingeart som beskrevs av Alexander 1924. Pilaria dorsalis ingår i släktet Pilaria och familjen småharkrankar. Inga underarter finns listade i Catalogue of Life.